# Le Roi malgré lui
Le Roi malgré lui (en francèsl, El rei a desgrat) és una opéra-comique en tres actes amb música d'Emmanuel Chabrier i llibret original d'Émile de Najac i Paul Burani. Es va estrenar el 18 de maig de 1887 a l'Opéra-Comique (Salle Favart) de París.

## Personatges
| Personatge                                                                 | Tessitura      | Repartiment de l'estrena, 18 de maig de 1887 (Director: Jules Danbé) |
| -------------------------------------------------------------------------- | -------------- | -------------------------------------------------------------------- |
| Henri de Valois, rei de Polònia                                            | baríton        | Max Bouvet                                                           |
| Comte de Nangis, un amic d'Henri                                           | tenor          | Louis Delaquerrière                                                  |
| Minka, esclava de Laski                                                    | soprano        | Adèle Isaac                                                          |
| Alexina, duquessa de Fritelli i neboda de Laski                            | soprano        | Cécile Mézeray                                                       |
| Laski, un noble polonès, propietari de Minka                               | baix           | Joseph Thiérry                                                       |
| Duc de Fritelli, un noble italià, espòs de Alexina, camarlenc del rei      | baríton        | Lucien Fugère                                                        |
| Basile, hostaler                                                           | tenor          | Barnolt                                                              |
| Liancourt, un noble francès                                                | tenor          | Victor Caisso                                                        |
| d'Elboeuf, un noble francès                                                | tenor          | Michaud                                                              |
| Maugiron, un noble francès                                                 | baríton        | Collin                                                               |
| Comte de Caylus, un noble francès                                          | baríton        | Étienne Troy                                                         |
| Marquis de Villequier, un noble francès                                    | baix           | Mathieu Émile Balanqué                                               |
| Un soldat                                                                  | baix           | Cambot                                                               |
| Sis joves minyones                                                         | soprano, mezzo | Mary, Auguez de Montaland, Balanqué, Esposito, Baria, Oreja Nardi    |
| Patges, nobles francesos, nobles polonesos, soldats, serfs i criats, poble |                |                                                                      |